# Merrick County
Merrick County is een county in de Amerikaanse staat Nebraska.
De county heeft een landoppervlakte van 1.256 km² en telt 8.204 inwoners (volkstelling 2000). De hoofdplaats is Central City.

## Bevolkingsontwikkeling

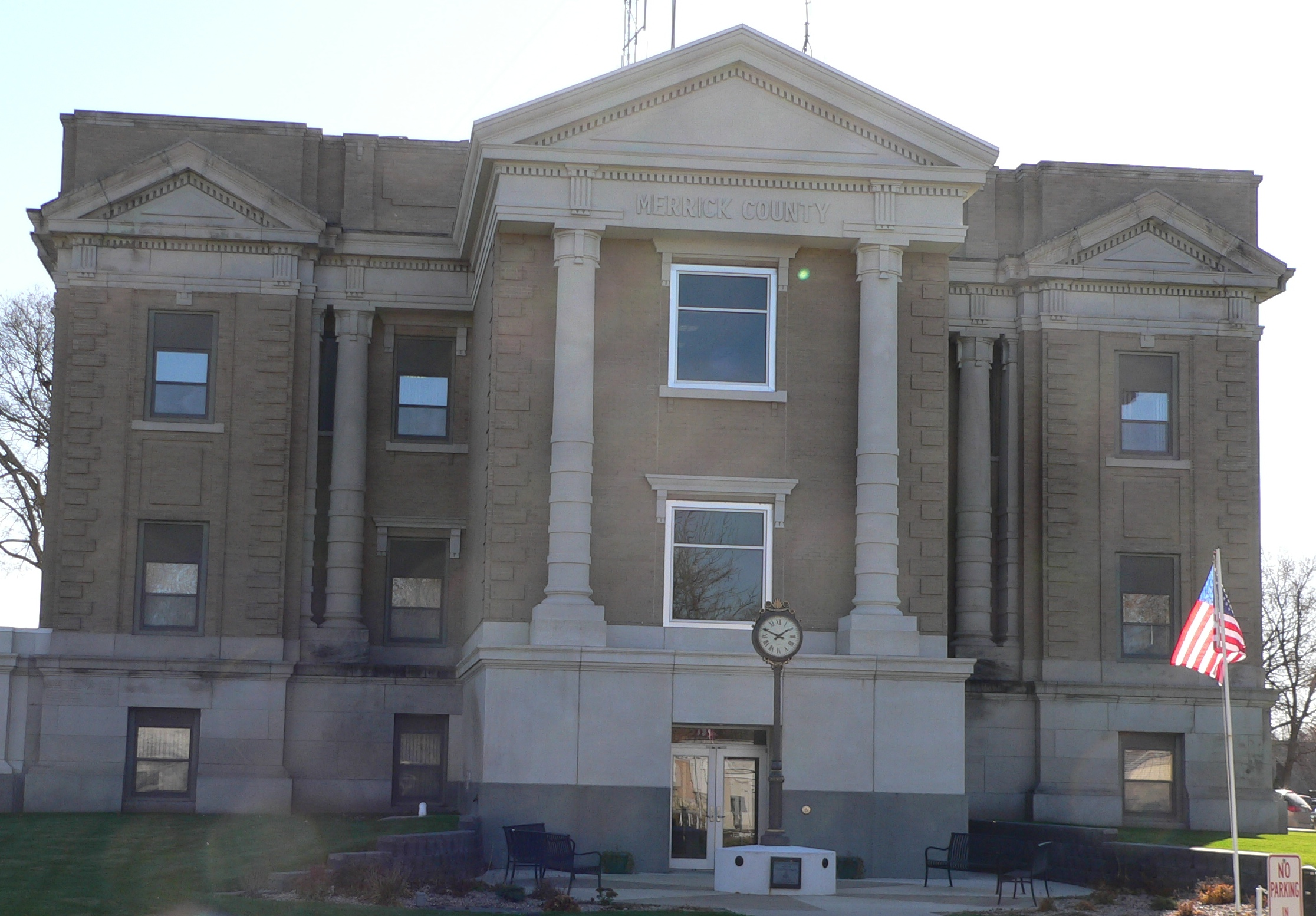
Merrick County Courthouse